# Campionato honduregno di calcio
Il campionato honduregno di calcio è un insieme di tornei nazionali istituiti dalla Federación Nacional Autónoma de Fútbol de Honduras (FENAFUTH). Il campionato è costituito da una massima divisione (o prima divisione) detta Liga Nacional de Fútbol Profesional de Honduras, da una serie cadetta chiamata Liga de Ascenso de Honduras e da una serie minore (Liga Mayor de Honduras) a carattere dilettantistico e regionale.

## Struttura
| Livello | Campionato/Divisione                                       | Campionato/Divisione                                       | P/R   |
| ------- | ---------------------------------------------------------- | ---------------------------------------------------------- | ----- |
| 1       | Liga Nacional de Fútbol Profesional de Honduras 10 squadre | Liga Nacional de Fútbol Profesional de Honduras 10 squadre | · 1   |
| 2       | Liga de Ascenso de Honduras 32 squadre                     | Liga de Ascenso de Honduras 32 squadre                     | 1 · 1 |
| 3       | Liga Mayor de Honduras ? squadre                           | Liga Mayor de Honduras ? squadre                           | 2 ·   |